# 東根市中央運動公園
東根市中央運動公園（ひがしねしちゅうおううんどうこうえん）は、山形県東根市にある運動公園。

## 概要
2014年に閉校した山形県立東根工業高等学校の跡地に整備され、2016年4月3日に開園。体育館や野球場、プール、人工芝の多目的運動広場などを備えた運動公園となっている。
総事業費は約10億5400万円。アリーナやトレーニングルームなどがある体育館は既存施設を改修。開園日の4月3日には現地で開園式も行われた。

## 施設概要
- 体育館
  - 1F
    - トレーニングルームA（16.8m×15.5m）
    - トレーニングルームB（17.8m×12.5m）
    - 雨天練習室（27.8m×13.9m）

  - 2F
    - アリーナ（46m×31m）
    - ミーティングルーム
- 野球場（クレイグラウンド。少年用。）
  - 両翼76.20m センター88.4m
  - 照明設備あり（4基（内野用）。）
- プール
  - 遊泳用プール（25m×4コース。水深1～1.2m。）
  - レジャープール（630m2。水深0～1.1m。）
  - 幼児プール（154m2。水深0～0.3m。）
- 多目的運動広場（115m×78m。）
  - サッカー一般用1面、少年用2面
  - 照明設備あり（8基。）
- 噴水広場

## 営業時間・休館日
営業時間
- 9:00～21:30[4]

休館日
- 毎月第3月曜日（祝日の場合は翌平日）
- 年末年始（12月28日〜1月4日）

## アクセス
- 公共交通機関
  - JR奥羽本線・さくらんぼ東根駅から徒歩15分[3]。
- 車
  - JR奥羽本線・さくらんぼ東根駅から5分[3]
  - 東北中央自動車道東根ICから15分[3]。
  - 山形空港から15分[3]。